# بوف ماهیگیر کرم‌نشان
بوف ماهیگیر کرم‌نشان (نام علمی: Scotopelia bouvieri) نام یک گونه از سرده بوف ماهیگیر است.
این جغد بر روی پرهای خود طرحی موج‌مانند دارد.